# 克兰尼斯坦狩猎小屋

克兰尼斯坦狩猎小屋（Jagdschloss Kranichstein）是一个前狩猎小屋（Jagdschloss），位于达姆施塔特北部的克兰尼斯坦区（Kranichstein）。它最初由黑森-达姆施塔特公爵乔治一世建于1578年。这座城堡是德国少数幸存的巴洛克狩猎小屋之一。

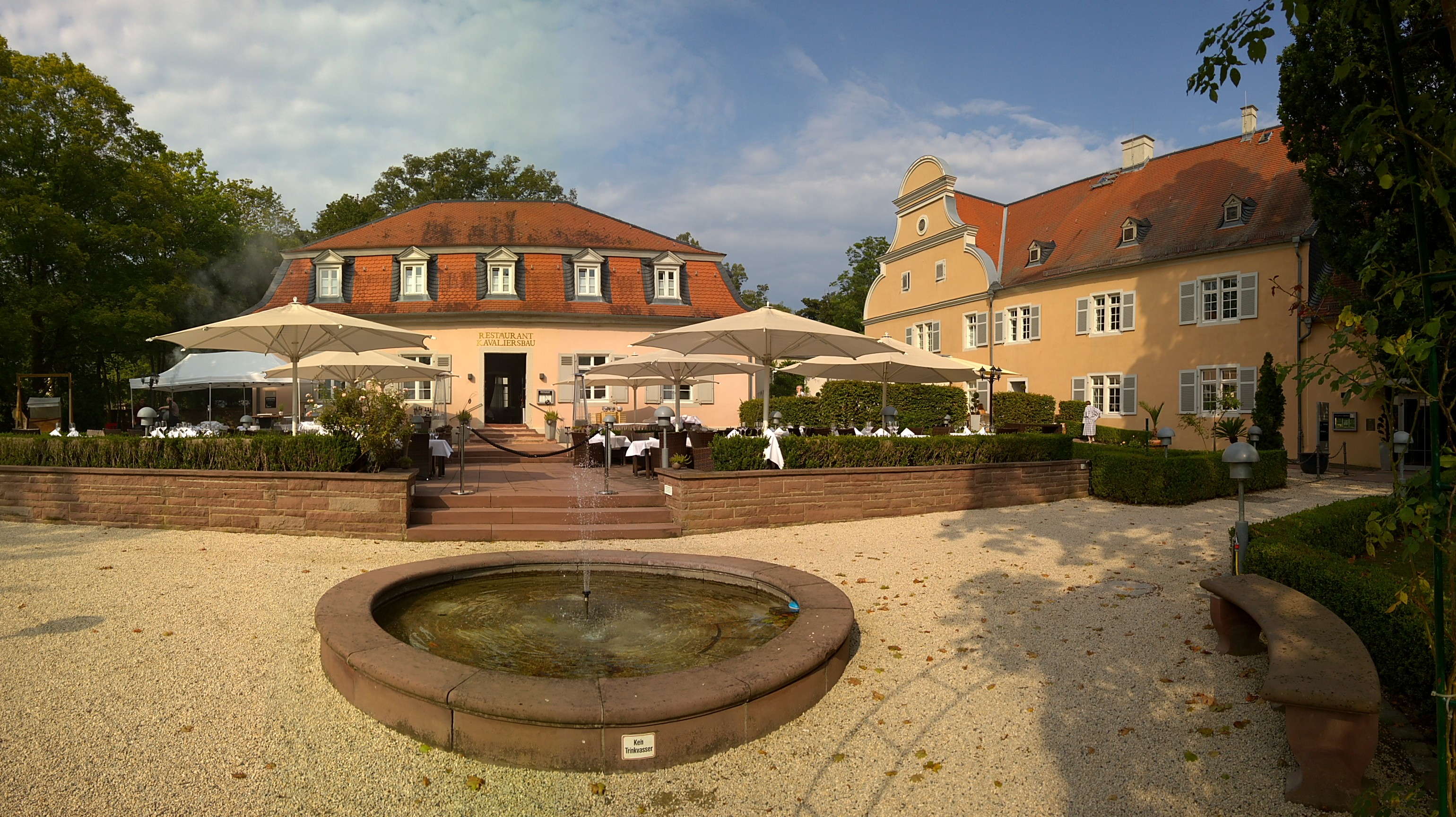
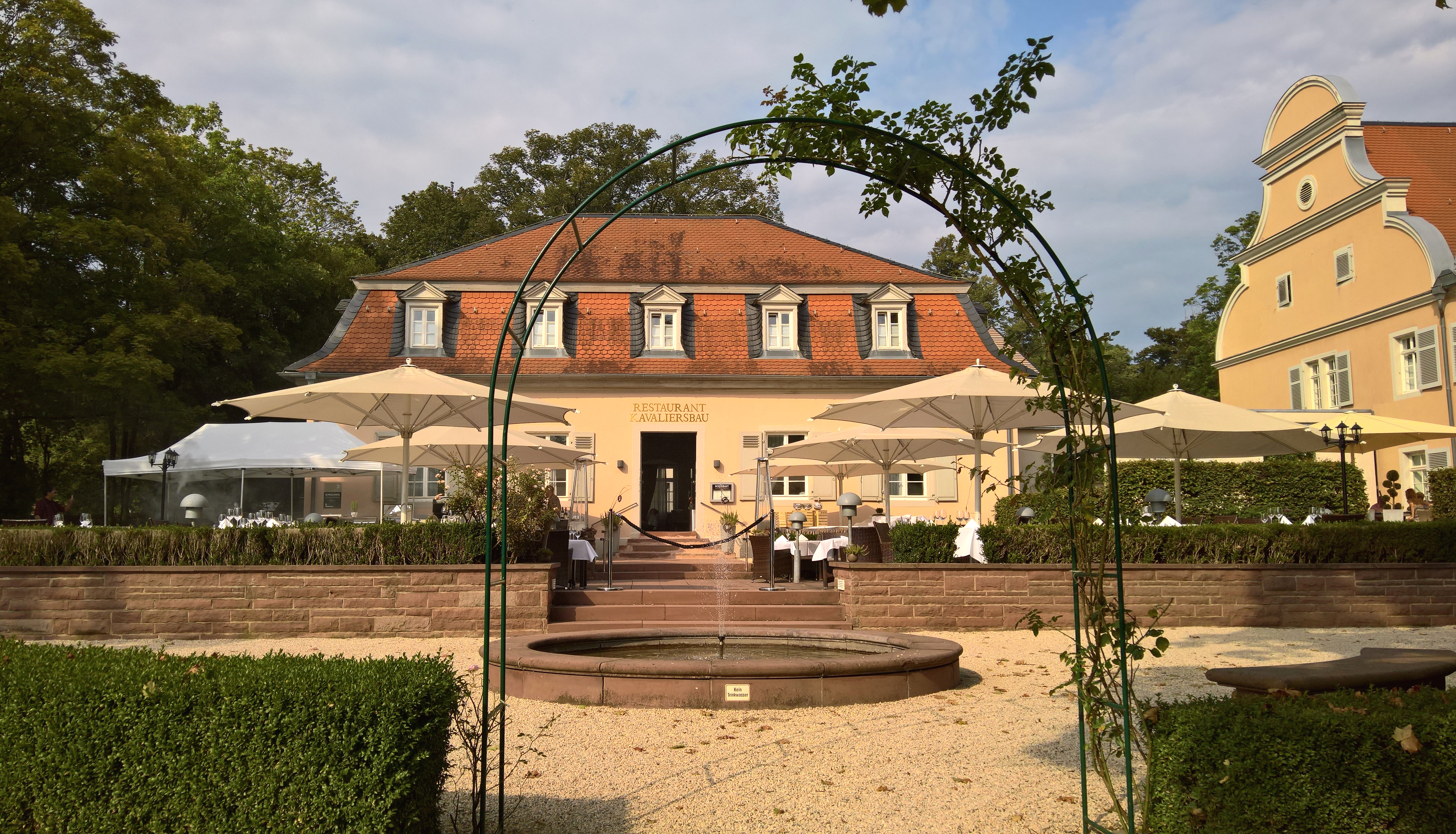
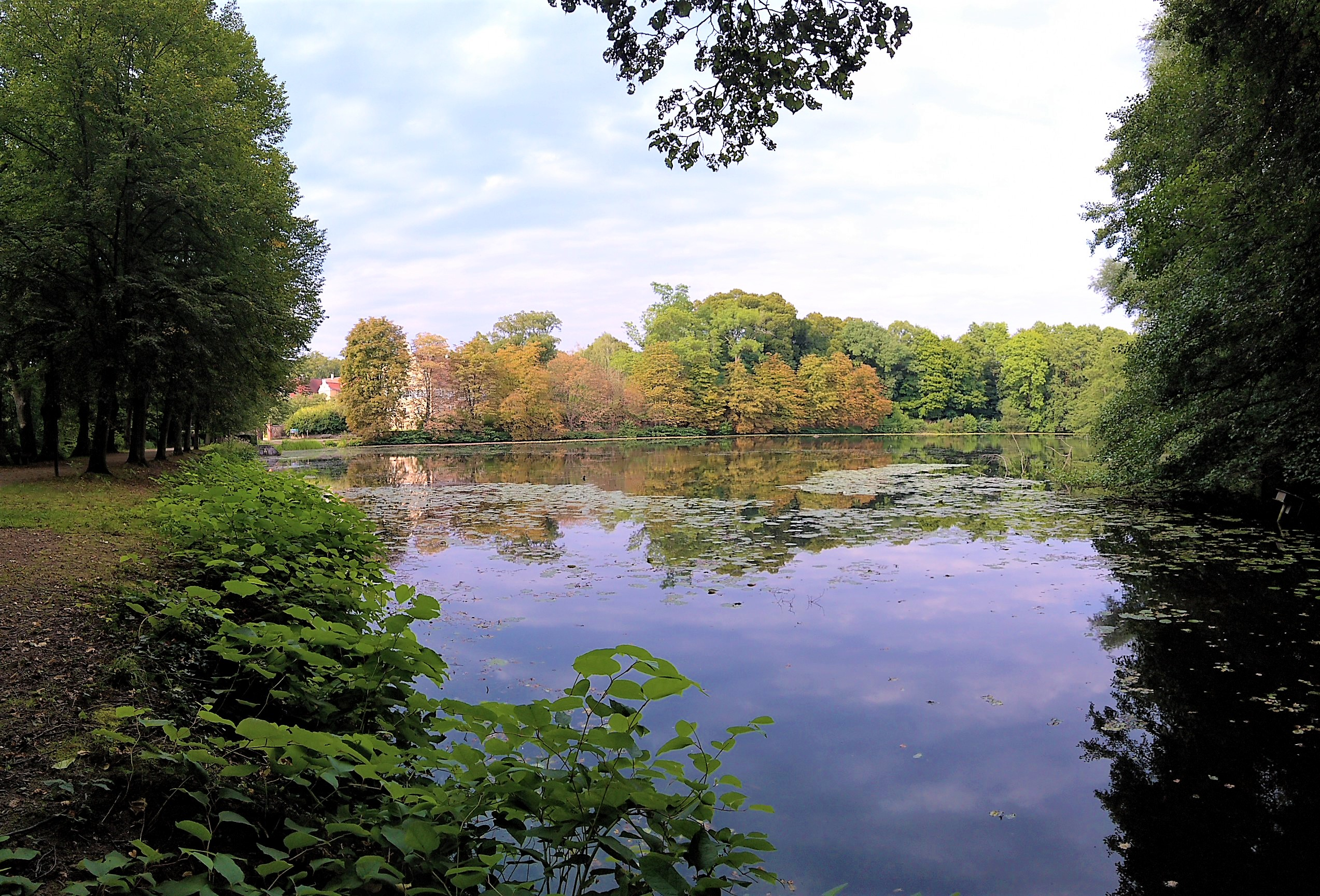
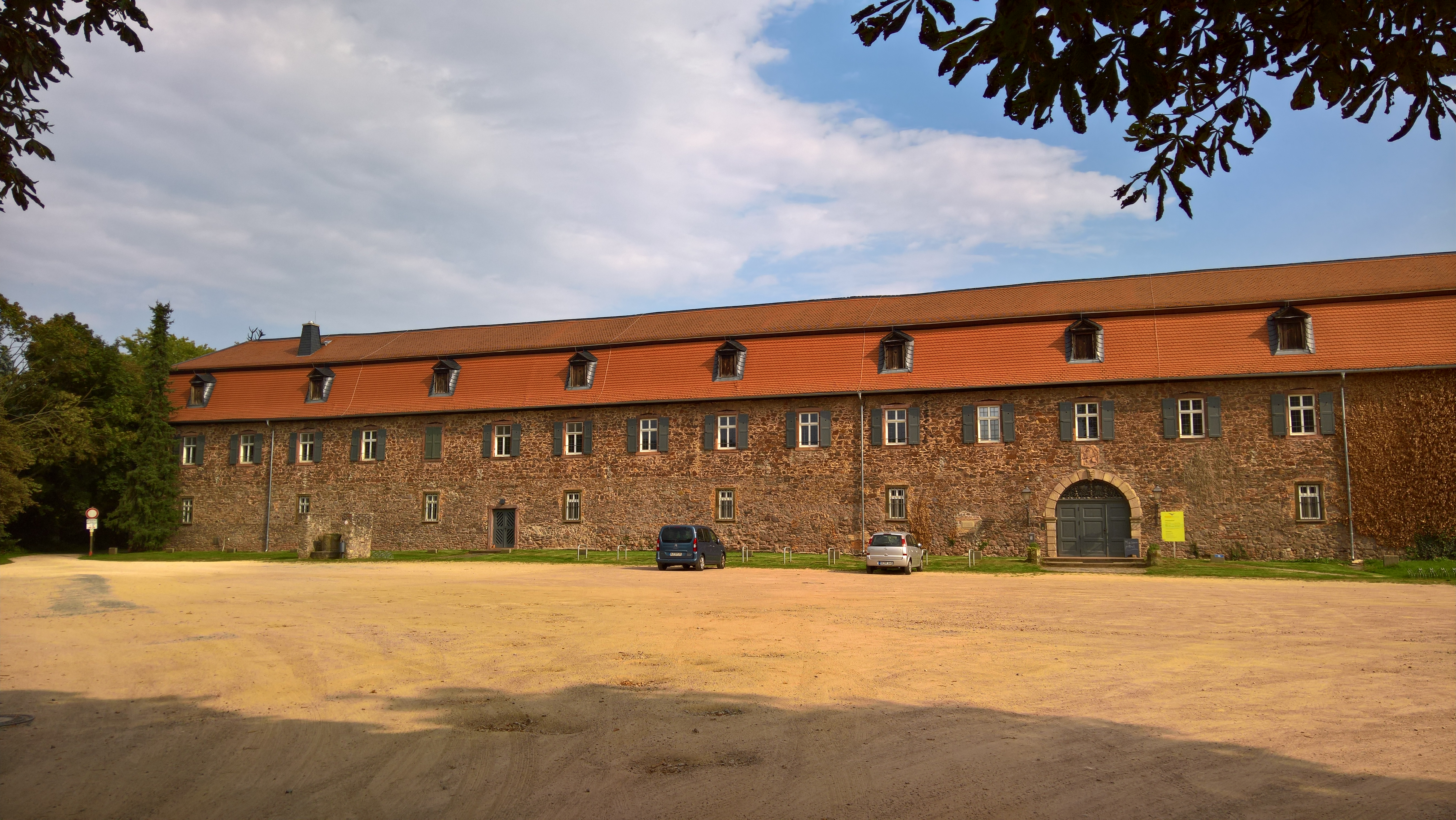
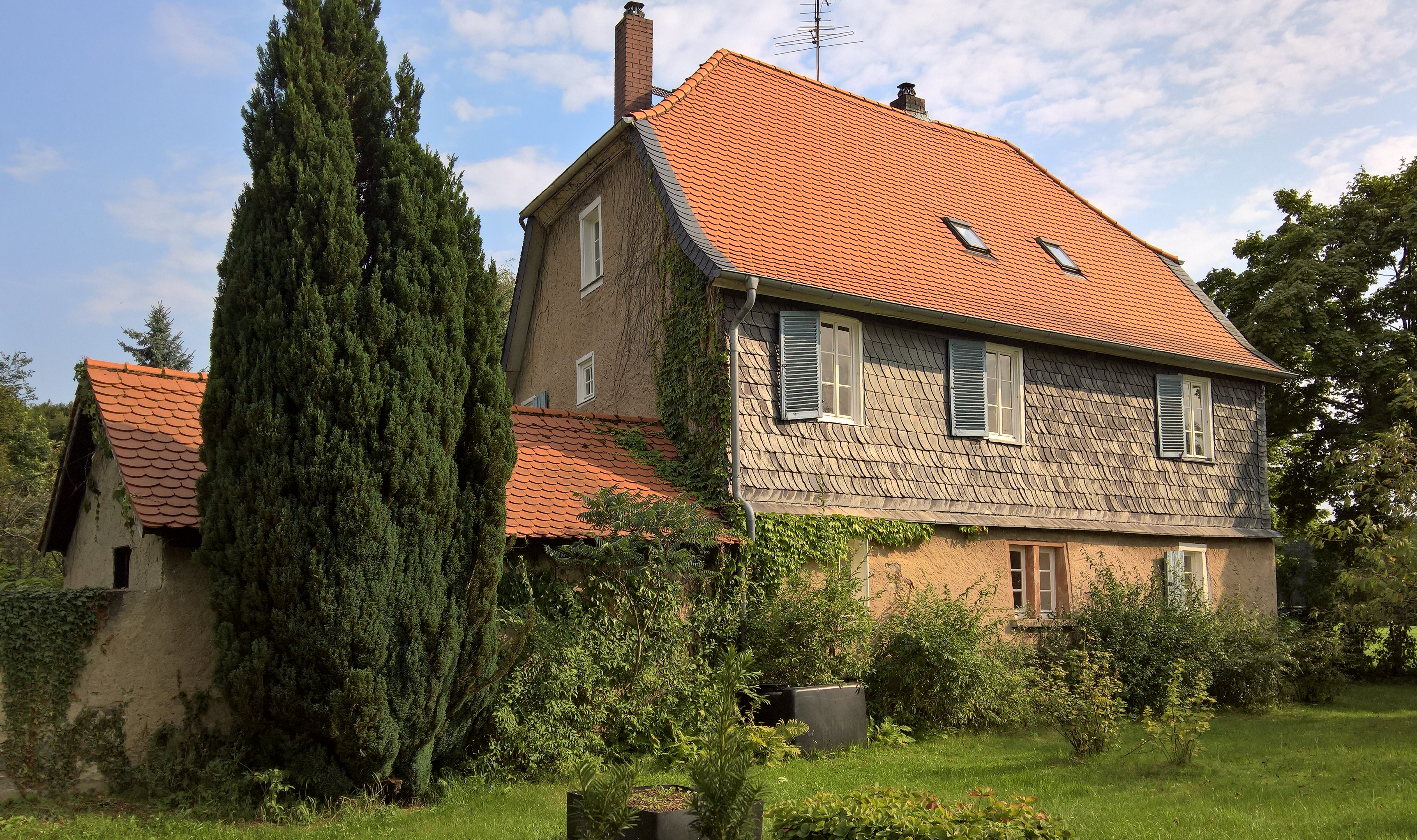
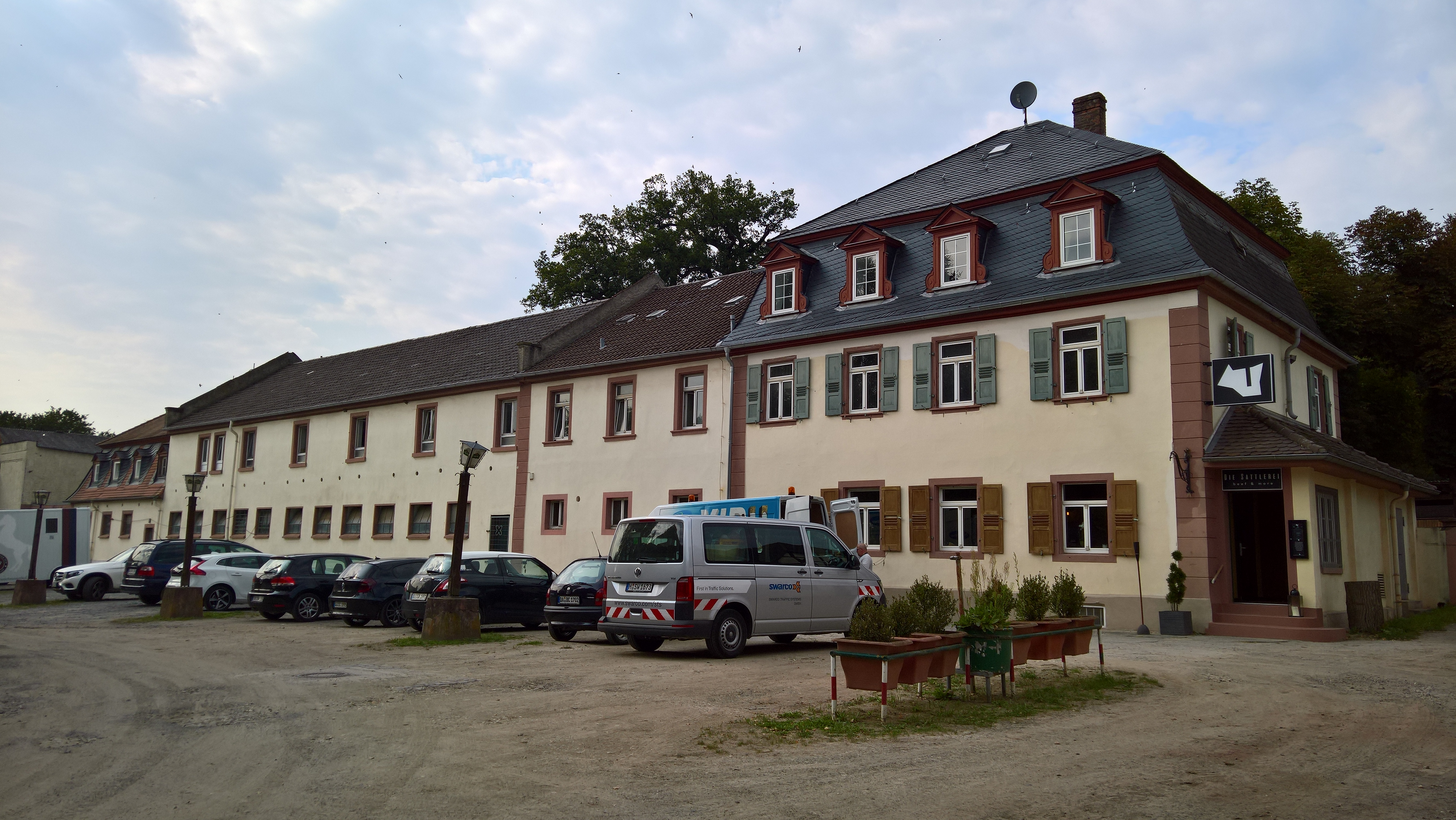
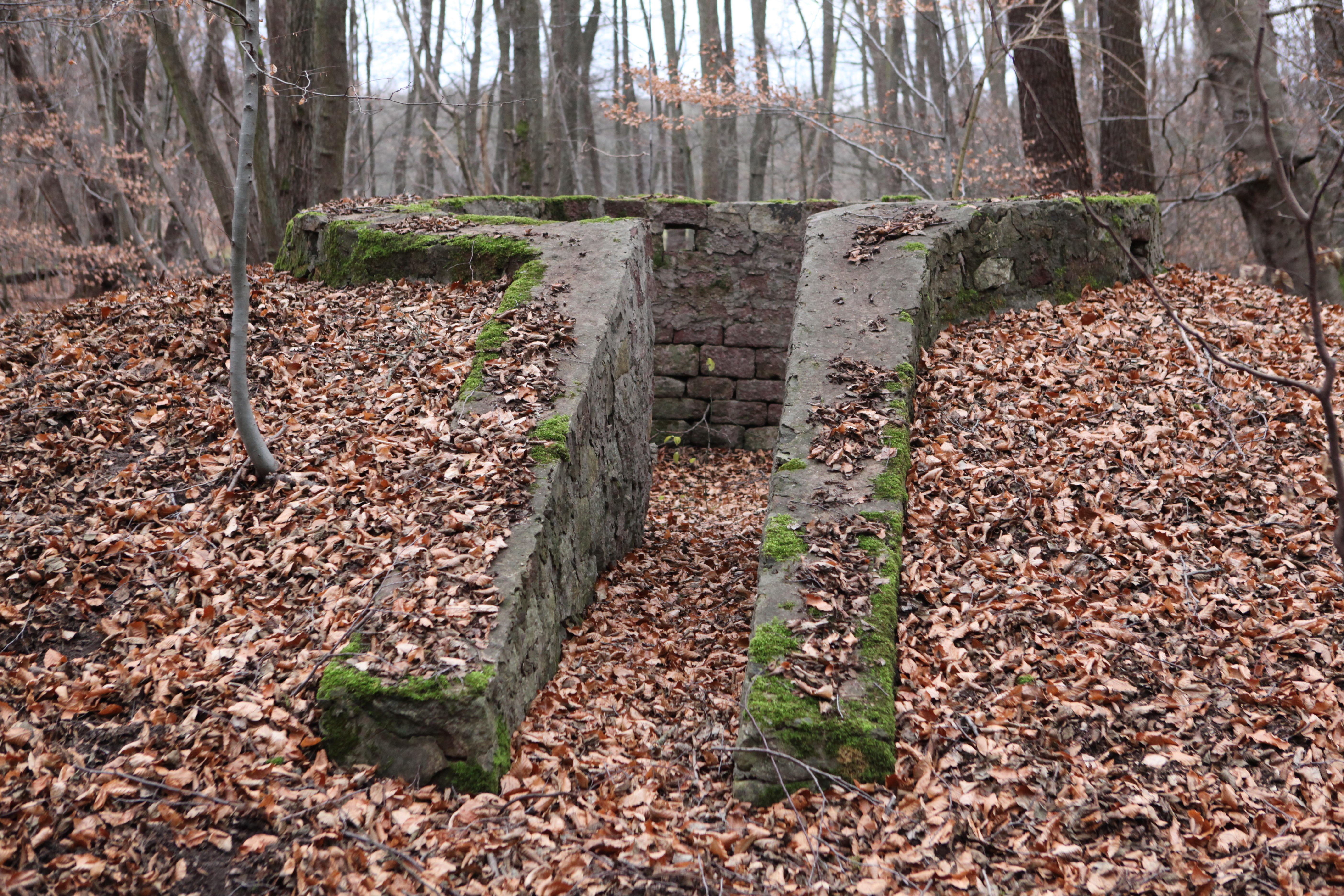
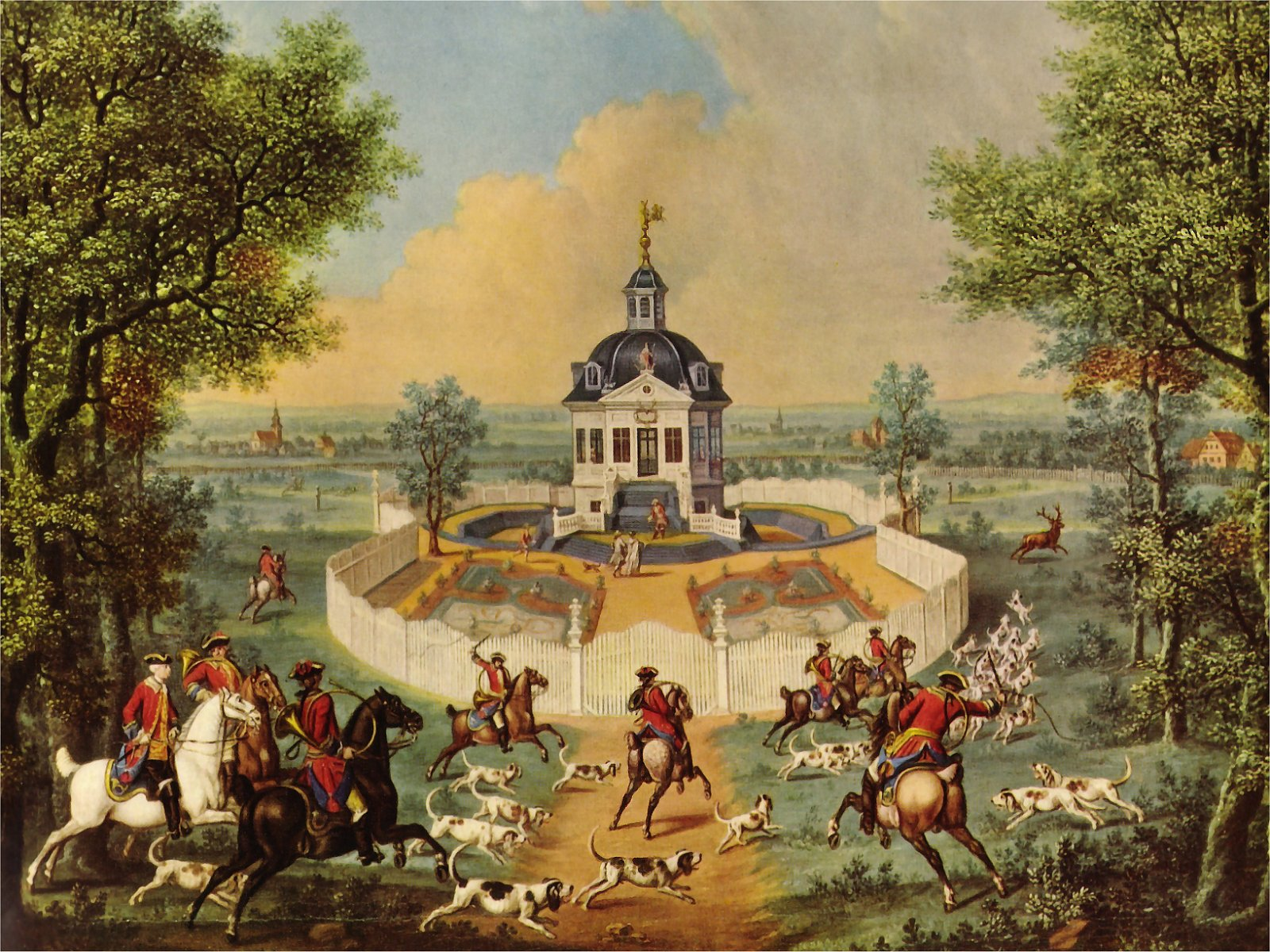
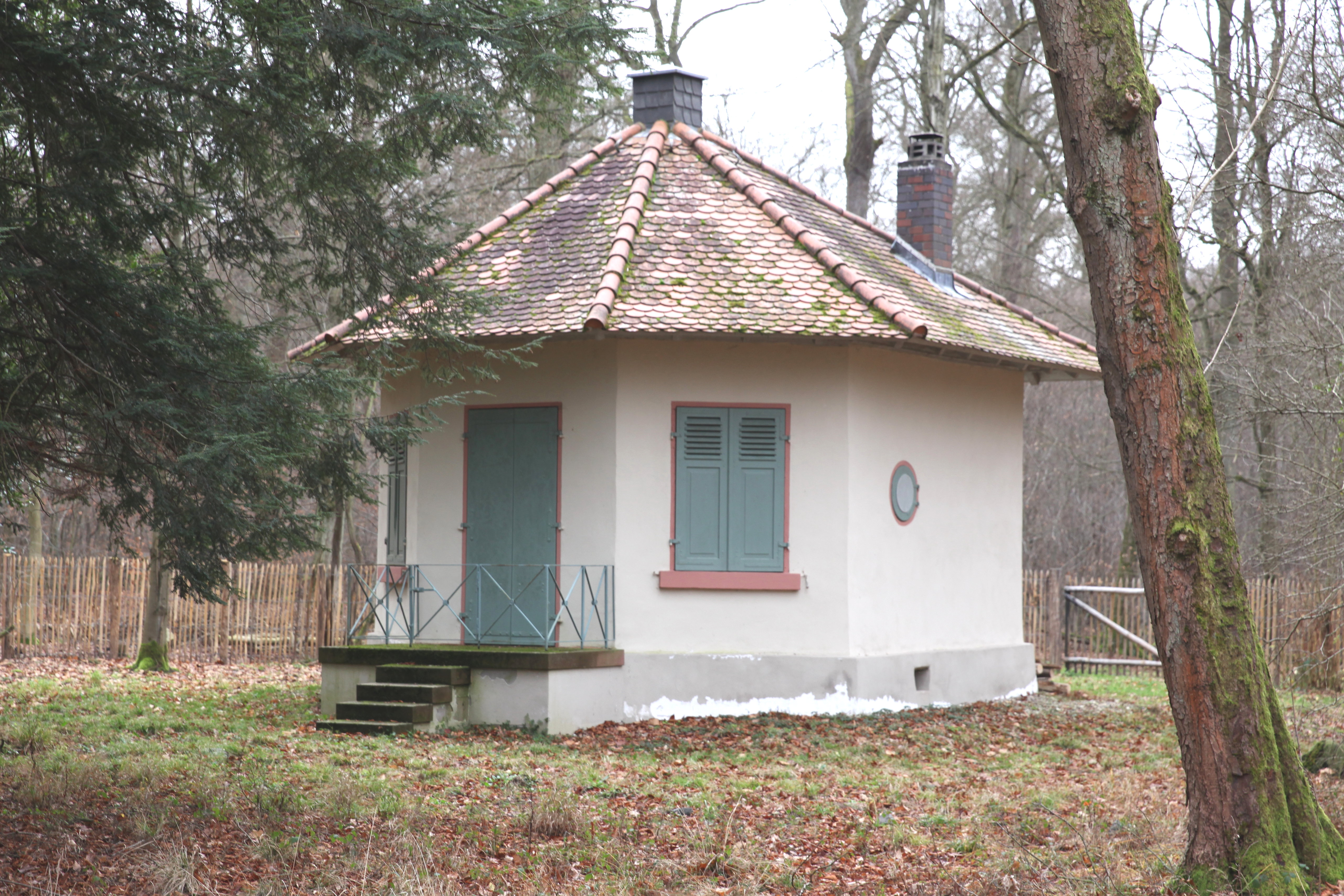

今天，这组建筑辟为狩猎博物馆（Jagdmuseum）、酒店和餐厅。
近年来，克兰尼斯坦狩猎小屋作为高收入者的婚礼场所越来越受欢迎。一个例子是约瑟夫·菲舍尔。

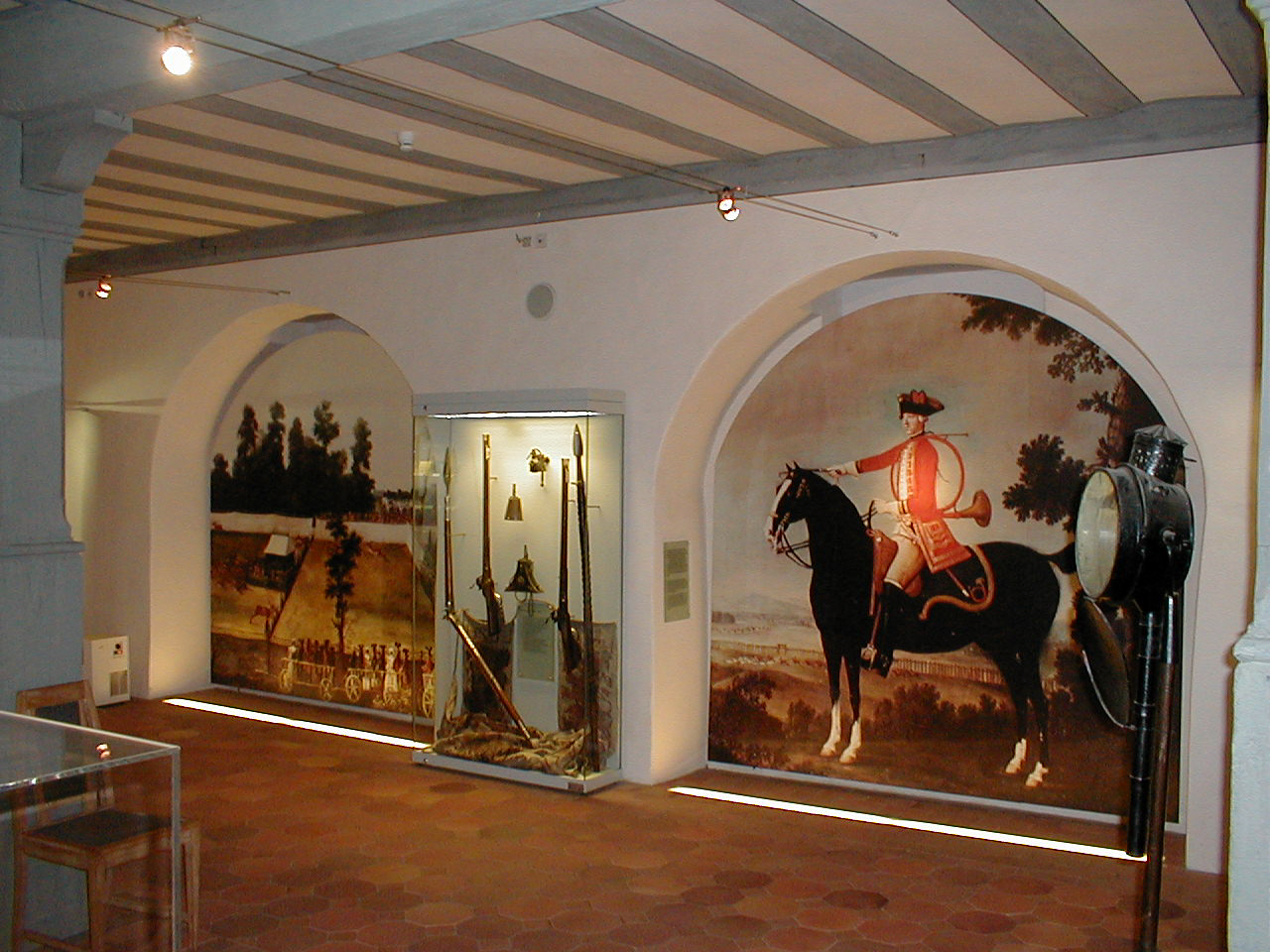
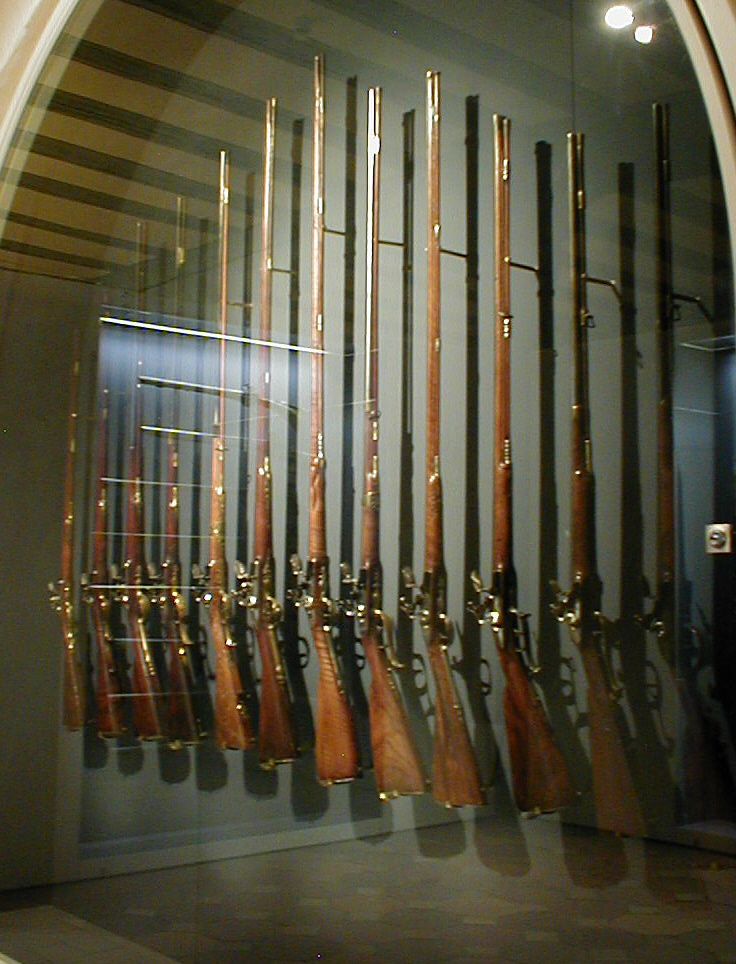
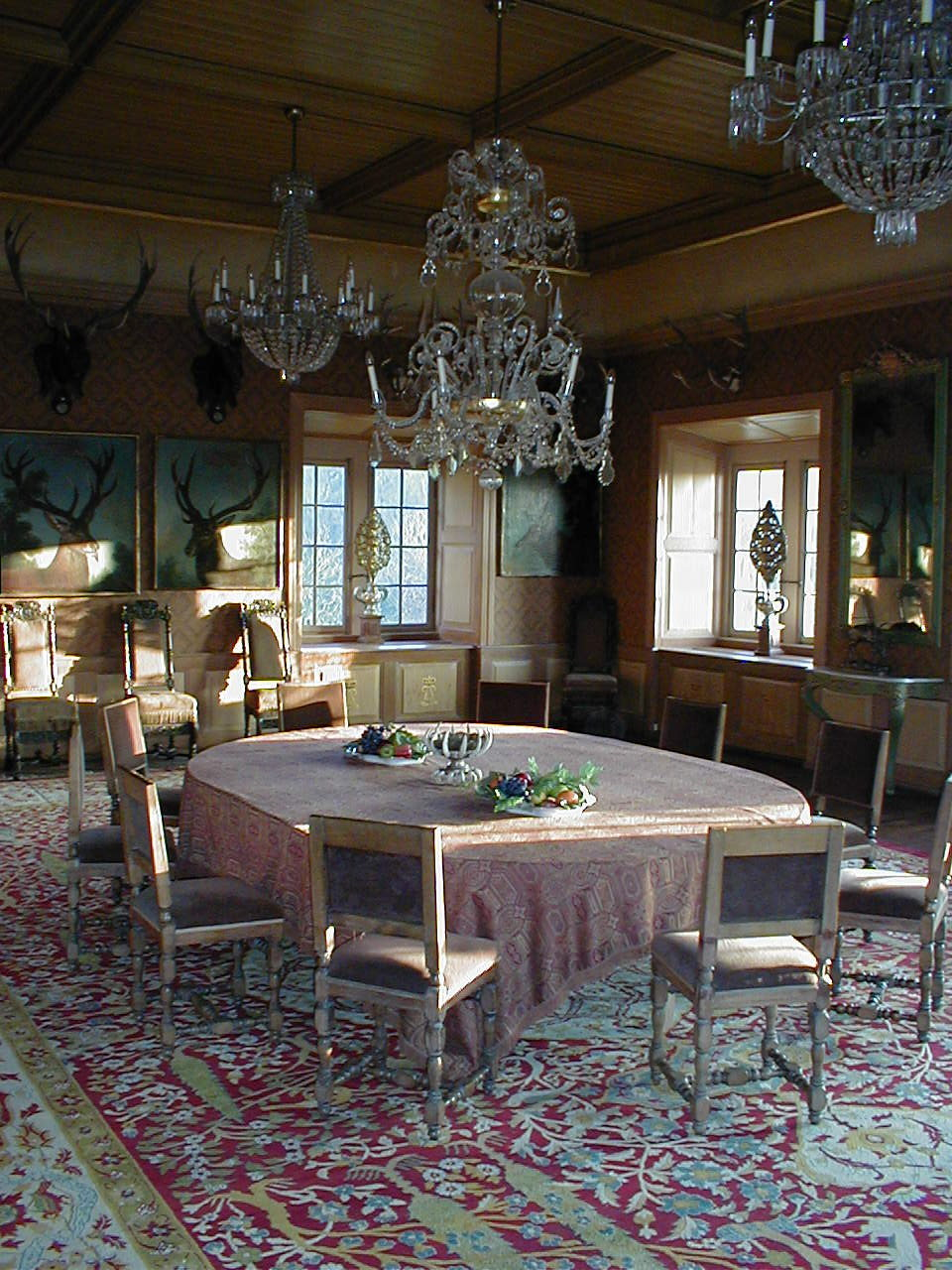
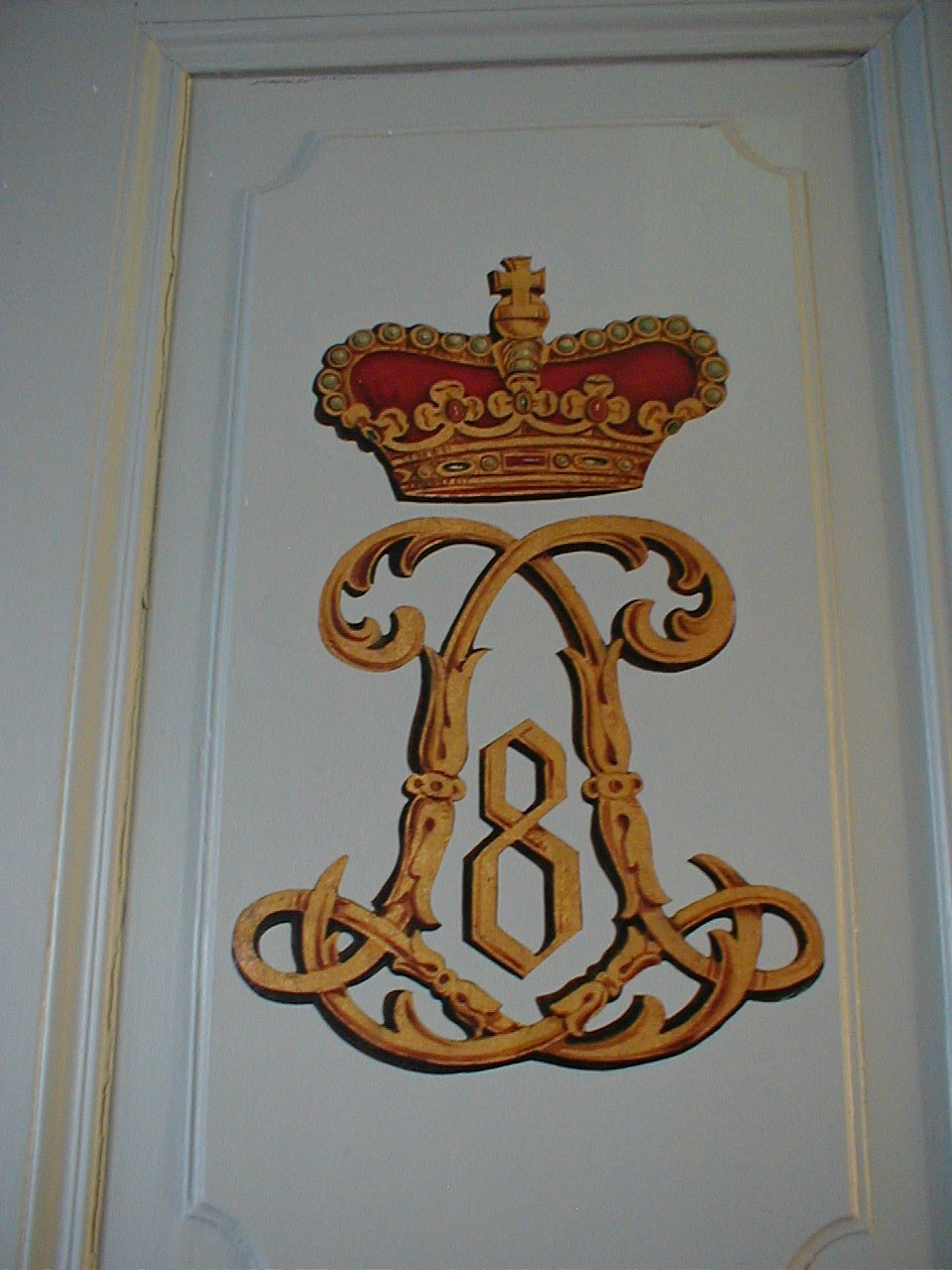
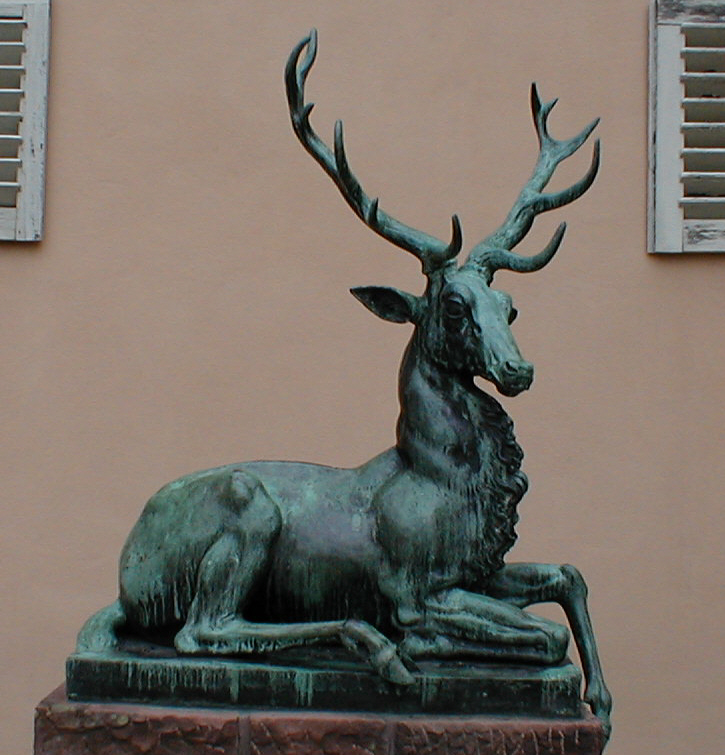